# Kent Steedman & The Tubular Greens
Kent Steedman & The Tubular Greens es el nombre de una banda-tributo liderada por el guitarrista de The Celibate Rifles Kent Steedman.
La banda tuvo poco tiempo de existencia, ya que fue un proyecto puntual pensado por Steedman para homenajear a bandas de rock australiano. El guitarrista australiano se unió a conocidos músicos de la escena del rock underground español como los hermanos Fernando y Miguel Pardo (ambos de Sex Museum), Juancho (bajista de Bummer) o J (baterista de Adult Oriented Punk o Commando 9mm). En un principio el cantante iba a ser Gorka Munster (de La Secta y fundador de Munster Records), pero fue finalmente sustituido por Miguel Pardo., Steedman ya conocía a Juancho y a Miguel Pardo con anterioridad a la gira.
Con esta formación el grupo hizo una gira por España tocando versiones de grupos como Radio Birdman, Asteroid B-612, The Saints, The New Christs, Cosmic Psychos, Atlantics, Lipstick Killers, AC/DC o los propios Celibate Rifles.
Como resultado de la gira apareció Live at Gruta 77, un álbum en formato CD-DVD que recogen el primer concierto que ofrecieron en la sala Gruta 77 de Madrid. Después del lanzamiento del álbum realizaron una segunda gira por España.

## Gira de 2005
La gira del año 2005 consistió en quince fechas, siendo Madrid la única ciudad en la que tocaron dos veces. Se había previsto tocar el 27 de enero en Montpellier (Francia) en la sala Subsonic, pero finalmente ese concierto no se celebró.
- 13 de enero: Santander (Indian)
- 14 de enero: Ponferrada (Cotton)
- 15 de enero: Gijón (Albéniz)
- 16 de enero: Burgos (Septiembre)
- 19 de enero: La Coruña (Mardi Gras)
- 20 de enero: Vigo (La Iguana Club)
- 21 de enero: Madrid (Gruta 77)
- 22 de enero: Vitoria (Hell Dorado)
- 23 de enero: San Sebastián (Irish)
- 26 de enero: Bilbao (Edaska)
- 28 de enero: Tarragona (Zero)
- 29 de enero: Alicante (Stereo)
- 30 de enero: Castellón (Ricoamor Club)
- 2 de febrero: Madrid (El Perro)
- 4 de febrero: Tenerife (Teatro Los Realejos)

## Gira de 2006

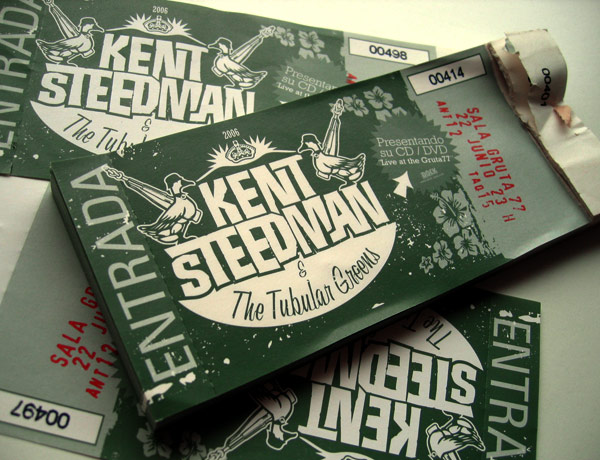
Kent Steedman & The Tubular Greens. Entradas del concierto de Madrid (22 de junio de 2006)

La gira del año 2006, para presentar la publicación del álbum, consistió en siete fechas. Nuevamente pasó por la sala Gruta 77 de Madrid, donde se grabó el disco.
- 15 de junio: Castellón (Ricoamor Club)
- 16 de junio: Orihuela (La Gramola)
- 17 de junio: Villanueva de Algaidas, Málaga, Festival Rinkona Rock
- 21 de junio: Burgos (Carmen 13)
- 22 de junio: Madrid (Gruta 77)
- 23 de junio: Durango (Café Antxokia)
- 24 de junio: Gijón (Savoy)

## Miembros
- Miguel Pardo: voz.
- Kent Steedman: guitarra.
- Fernando Pardo: guitarra y coros.
- Juancho Bummer: bajo.
- J (Jorge Armijos): batería.

## Discografía
- Live at Gruta 77 (Dock-Land, 2006).